# 오가사와라 곤노죠
오가사와라 곤노죠(일본어: 小笠原 権之丞 おがさわら ごんのじょう[*], 1589년 (덴쇼 17년)? - 1615년 6월 3일 (게이초 20년 5월 7일))는 아즈치모모야마 시대부터 에도 시대 초기에 살은 무장이다. 도쿠가와 이에야스의 사생아로서 유명하다. 어머니는 산죠씨이다. 원래라면 6남 마츠다이라 타다테루의 형이라고도 한다. 세례명은 디에고이다. 아내는 콘도 히데모치의 딸이다. 아들은 요절했고, 딸 둘은 마미야 노부카츠와 나카가와 히다노카미 (나이로 보아, 나카가와 타다유키로 여겨진다)에게 시집갔다.

## 약력
1674년에 만들어진 『어향탄고(御降誕考)』에 의하면, 곤노죠의 출생 사정은 확실하지 않지만, 이에야스의 정실이었던 아사히히메의 시녀 "다이사이", "치이사이" 중 "다이사이"가 이에야스의 승은을 입어 임신을 했지만, 아사히히메의 오빠인 도요토미 히데요시를 꺼리던 이에야스는, 임신한 다이사이를 자신의 가신인 오가사와라 히로시게의 차남인 오가사와라 엣츄노카미 마사요시에게 아내로 삼도록 하였다.
곤노죠는 마사요시의 아들로 자랐으며, 커서 하즈 오가사와라씨를 이어받아 6천석의 영주가 되었다고 한다. 그러나 기리시탄에 심취해있었기 때문에, 1612년에 오카모토 다이하치 사건에 연좌되어 개역 및 방축되었다.
오사카의 진에 즈음하여, 도요토미 측으로 참전하여 도쿠가와가와 싸웠다. 여름의 진의 텐노지 전투에서 같은 기리시탄인 아카시 테루즈미의 휘하로 출진했다가 전사한 것으로 알려졌다.
곤노죠의 어머니 다이사이의 위패는 니시오시 히가시하즈쵸 묘젠지에 모셔져 있다.

## 소설
- 히사카 마사시 『이에야스와 곤노죠(家康と権之丞)』 (아사히신문사, 2003년)